# Sabra (cómic)
Sabra (Ruth Seraph) es un personaje que aparece en los cómics estadounidenses publicados por Marvel Comics. Creada por Bill Mantlo y Sal Buscema, el personaje apareció por primera vez en Incredible Hulk #250 (agosto de 1980) en un cameo, antes de hacer una aparición completa en Incredible Hulk #256 (febrero de 1981). Sabra es el alter ego de la superheroína Israelí Ruth Bat-Seraph (en hebreo: רות בת-שרף). Pertenece a la subespecie de humanos llamados mutantes, que nacen con habilidades sobrehumanas, y sirve como agente del servicio secreto israelí conocido como Mossad.
Sabra aparece en la película del Universo Cinematográfico de Marvel para Captain America: Brave New World (2025), interpretada por Shira Haas.

## Desarrollo

### Historial de publicaciones
Belinda Glass, cantante y primera esposa del escritor de Marvel Mark Gruenwald, ideó el nombre y el concepto del personaje."Sabra" es un término de la jerga para un judío israelí nativo. El nombre se refiere al nopal duro por fuera pero suave y dulce por dentro.
Sabra debutó en el número 250 de la serie Incredible Hulk de 1980, creada por el escritor Bill Mantlo y el artista Sal Buscema. Más tarde apareció en la serie New Warriors de 1990, de Evan Skolnick y Patrick Zircher. Apareció en Astonishing Tales: Sabra de 2009, su primer one-shot en solitario, de Matt Yocum.

## Biografía ficticia
Ruth Bat-Seraph nació cerca de Jerusalén, Israel. Fue criada en un Kibutz especial dirigido por el gobierno israelí después de que se manifestó su poder. Ruth fue la primera agente sobrehumana en servir en el Mosad (el servicio secreto israelí). Ella se convirtió en oficial de policía además de servir como agente del gobierno. Su primer acto público como Sabra fue una batalla con Hulk, a quien creía erróneamente que estaba trabajando con terroristas. No mucho después de eso, Sabra fue elegida como peón de Muerte en el juego de este último contra el Gran Maestro. Allí conoció a Iron Man y Caballero Árabe, y luchó contra She-Hulk y el Capitán Britania. Más tarde apareció en la ceremonia de amnistía de Hulk en Washington D. C. Algunos años más tarde, el hijo pequeño de Sabra murió en un ataque terrorista. Ella desobedeció las órdenes para llevar ante la justicia a los asesinos de su hijo.
Otra disputa con Hulk se intensificó cuando los poderes de Sabra le robaron temporalmente la voz, haciendo que pareciera que todavía era un monstruo casi sin mente. Ella luchó contra Hulk, pero los dos superaron sus diferencias e intentaron buscar a un niño que se predijo que se convertiría en un maníaco genocida, mientras luchaba con Aquiles del Panteón, quien fue enviado a matar al niño.
Más tarde, durante una reunión del proceso de paz, Sabra se encuentra luchando contra los Nuevos Guerreros bajo la influencia mental de una fuerza misteriosa e inexplicable. Algún tiempo después, Sabra se encuentra atrapada en los eventos de la campaña anti-mutantes conocida como "Operación: Tolerancia Cero". Es en este momento que Sabra lucha junto a los X-Men y comienza a suscribirse a las filosofías de Charles Xavier. Sabra pasa algún tiempo como miembro de la sucursal de París de la Corporación-X. Ella acompaña a Xavier y otros X-Men a Genosha después de que se demoliera por los Centinelas.
Durante el evento cruzado LJA/Vengadores, se la vio sosteniendo el Muro de las Lamentaciones después de que el ataque de Krona causara terremotos en todo el mundo.
Sabra es uno de los pocos mutantes que han conservado sus poderes después de los efectos del Día-M. Más tarde se la ve, a petición del gobierno británico, ayudando a Union Jack contra un ataque terrorista en Londres. Ella entra en conflicto con el nuevo Caballero Árabe debido a las diferencias culturales, pero trabajan juntos a regañadientes, paralelamente a su relación con el primer Caballero Árabe durante el Concurso de Campeones.
Durante la Guerra Civil dentro de la comunidad de superhéroes de EE. UU. por la Ley de Registro de Superhumanos, Sabra se une al equipo autorizado por el gobierno de Bishop que vigila a los mutantes rebeldes. El Mosad la asigna a la fuerza a cambio de inteligencia y tecnología para que Israel pueda promulgar su propio programa de registro. Sabra se identifica como pro-registro en la Guerra Civil sobrehumana como uno de los 142 superhéroes registrados bajo la Iniciativa.
Durante los eventos de Invasión Secreta, se ve brevemente a Sabra luchando contra Skrulls en Israel.
Durante la historia de El fin del mundo, Sabra es uno de los héroes que responde a la llamada de ayuda de Spider-Man contra las fábricas de satélites del Doctor Octopus. Se la muestra luchando a través de Octobots en una fábrica aparentemente abandonada hasta que es disparada por Crossbones con un rifle de francotirador.
Más tarde, Sabra representó al gobierno israelí cuando asistió a la reunión de Pantera Negra en el Eden Room de la Montaña Avengers.

## Poderes y habilidades
El poder mutante de Sabra ha mejorado todas las habilidades físicas de su cuerpo, como la fuerza, la velocidad, la agilidad, los reflejos, la resistencia y la resistencia, a niveles sobrehumanos. Puede soportar impactos de fuego de rifle de alto calibre, aunque ha sido herida por fuego de una ametralladora MP-40. Sabra puede sanar regenerativamente más rápido y más extensamente que un ser humano normal.
También puede cargar a otros individuos transfiriéndoles su propia energía vital y, en el proceso, mejorar su estado físico de salud (ha usado dos veces esta habilidad para salvar a individuos moribundos) y otorgándoles superpoderes de bajo nivel. que aparentemente son aleatorios y no están relacionados con los propios poderes mutantes de Sabra (como los poderes de generación de viento otorgados a una mujer que tomó la identidad disfrazada de Windstorm). El destinatario conserva sus nuevos poderes hasta que la propia Sabra decide retirarlos recuperando su energía vital. Sus niveles de poder estándar caen cuando regala su energía vital (se ha demostrado que pierde hasta la mitad de su poder físico natural), pero vuelven a la normalidad una vez que recupera su energía vital.

### Equipamiento
Sus diversos disfraces, generalmente basados en el diseño o los colores de la bandera israelí, contienen parafernalia adicional para mejorar sus capacidades de combate. Lleva una capa que contiene un dispositivo israelí secreto de polarización de la gravedad, que le permite neutralizar el efecto de la gravedad en su masa, y un conjunto compacto de cuatro microturbinas eléctricas que impulsan el aire para que la masa sin inercia vuele a velocidades subsónicas. Ella usa filtros nasales especiales con válvula de reducción de presión para permitirle respirar a altas velocidades y altitudes elevadas. La capa también contiene un sistema informático ultradelgado que procesa sus órdenes mentales recibidas por los circuitos de su tiara. El cabo también tiene un dispositivo de navegación óptica que funciona como piloto automático. Además de su capa, Sabra también tiene aturdidores de frecuencia neurónica integrados en sus dos muñequeras que disparan "plumas de energía", pequeños paquetes de plasma de baja densidad (como relámpagos), que viajan justo por debajo de la velocidad del sonido y paralizan el sistema nervioso de cualquier ser orgánico casi instantáneamente.
Además de sus habilidades y equipo sobrehumanos, Sabra posee las armas estándar y el entrenamiento de combate armado y desarmado que se les da a los miembros del ejército israelí. Está entrenada en métodos y habilidades policiales y en técnicas antiterroristas.

## Recepción
Nirit Anderman de Haaretz nombró a Sabra la "primera superheroína israelí" y escribió: "Aunque hubo varios intentos de crear superhéroes locales en Israel, por ejemplo, Sabraman, Super Shlumper y Falafel Man, ninguno de ellos logró sobrevivir por mucho tiempo. Los únicos quienes tuvieron éxito en esta misión, incluso yendo un paso más allá y creando un superhéroe femenino en lugar de uno masculino, fueron los chicos de Marvel". Deirdre Kaye de Scary Mommy llamó a Sabra un "modelo a seguir" y "verdaderamente heroico". Nicole Lampert de The Jewish Chronicle llamó a Sabra una "gran superheroína judía". Brenton Stewart de CBR.com se refirió a Sabra como uno de los "héroes internacionales más destacados de Marvel" y dijo: "Si bien nunca tuvo su propia serie, ha forjado una de las historias más fascinantes de cualquiera de los héroes internacionales de Marvel en sus diversos encuentros con los X-Men, Hulk y los otros héroes de Marvel", mientras que Scoot Allan la clasificó en el séptimo lugar en su lista de las "10 protagonistas femeninas más fuertes de Marvel".
Dalton Norman de Screen Rant incluyó a Sabra en la lista de los "10 mejores personajes de Marvel que hicieron su debut en los cómics de Hulk", y afirmó: "No pasó mucho tiempo antes de que Sabra se convirtiera en un elemento importante en el Universo Marvel, y ha aparecido en numerosas ocasiones. incluso como partidario vocal de los X-Men y su defensa de la causa mutante". Cali Halperin de Jewish Telegraphic Agency nombró a Sabra una de las "5 superheroínas judías que todos deberían conocer". Margaret David de SlashfFilm incluyó a Sabra en su lista de "10 personajes de Marvel que esperamos ver introducidos en la Fase 5 de MCU", afirmando: "Con el mundo de los Vengadores asediado por nuevos poderes y paranoia, reflejando el problema rampante y de larga data de antisemitismo de nuestro mundo". Sabra probablemente será el vehículo para comentarios significativos. Además, será genial ver más diversidad y fe en nuestros héroes".
Ha sido recibida negativamente por palestinos y árabes, quienes han argumentado que la representación de palestinos y árabes en sus cómics son estereotipos dañinos, ya que muchos de los personajes árabes con los que interactúa son retratados como misóginos, antisemitas y violentos. Cuando se anunció su aparición en Captain America: New World Order, Yousef Munayyer, un escritor y analista palestino-estadounidense, dijo que los cómics no sugerían "nada positivo" sobre su aparición en la película, ya que convertir a los espías israelíes en héroes "es insensible y vergonzoso".

## Otras versiones

### House of M: Masters of Evil
En la realidad House of M, Sabra es miembro de la Guardia Roja y los ayuda en su lucha contra los Maestros del Mal de Capucha.

### Ultimate Marvel
En la realidad de Ultimate Marvel, Sabra (bajo su nombre real) aparece como una cabeza cortada en la pared de un escondite del supervillano Doctor Faustus, junto con las cabezas de los agentes de otras agencias de inteligencia que fueron enviados tras él.

## En otros medios
- Sabra hace un cameo en el episodio de Los 4 Fantásticos, "Doomsday."[68][69]
- Sabra aparece en la película de Captain America: Brave New World (2025), interpretada por Shira Haas.[70][71]A la luz de las críticas de los partidarios del movimiento Boicot, Desinversiones y Sanciones sobre la decisión de incluir a Sabra en MCU, Marvel Studios declaró que iban a adoptar un nuevo enfoque para el personaje eliminando sus conexiones con el Mossad.[72]Ahora será retratada como una ex Viuda Negra en la película.[71]Esta versión ella es una funcionaria de alto rango del gobierno estadounidense que también es asesora de seguridad del Presidente de los Estados Unidos, Thaddeus Ross. Ella ayuda a Sam Wilson y Joaquín Torres a detener a Samuel Sterns.